# تاج گل ظهور

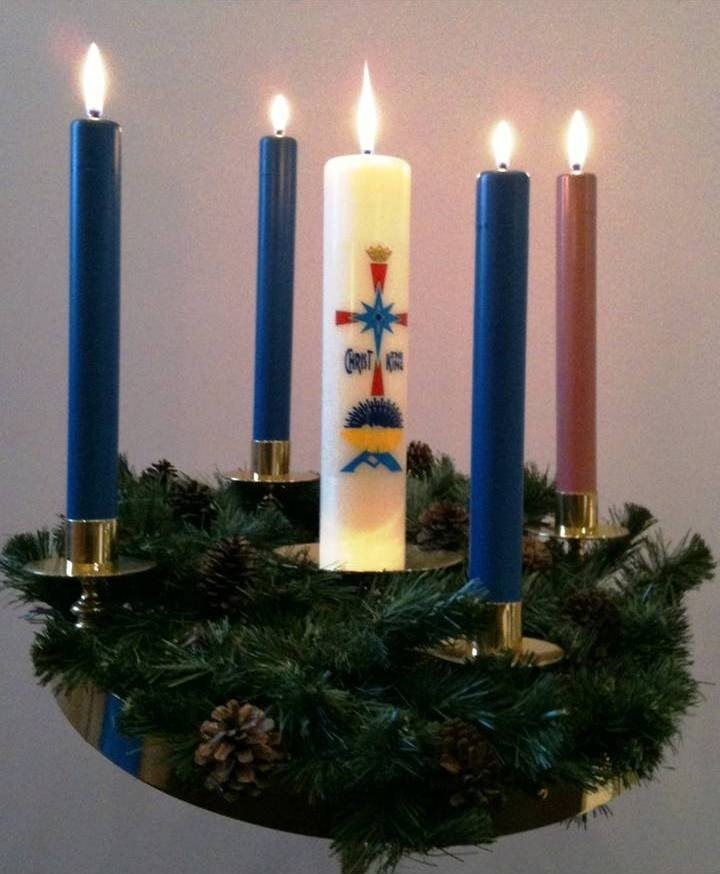
تاج گل ظهور با یک شمع مسیح در وسط.

تاجِ گلِ ظهور (انگلیسی: Advent wreath) یک تزئین سنتی مسیحی است که در طول فصل ظهور، یعنی چهار هفته قبل از کریسمس، استفاده می‌شود. این تاج گل معمولاً از شاخه‌های همیشه سبز ساخته می‌شود و چهار شمع روی آن قرار می‌گیرد.
هر یکشنبه از فصل ظهور، یک شمع جدید روشن می‌شود که نماد نزدیک شدن به کریسمس و تولد عیسی مسیح است. شمع اول نماد امید، شمع دوم نماد صلح، شمع سوم نماد شادی و شمع چهارم نماد عشق است. در برخی سنت‌ها، یک شمع پنجم سفید رنگ نیز در مرکز تاج گل قرار می‌گیرد که در روز کریسمس روشن می‌شود و نماد مسیح است.
تاج گل ظهور اغلب در خانه‌ها و کلیساها قرار داده می‌شود و در طول فصل ظهور، خانواده‌ها و جوامع مسیحی در کنار آن جمع می‌شوند تا دعا بخوانند، سرودهای کریسمس بخوانند و در مورد معنای ظهور مسیح تأمل کنند. این تاج گل نمادی از انتظار، امید و آماده شدن برای جشن کریسمس است.